# 英國社會結構
英國社會結構在历史上深受社会階級的觀念影響。即使是到了21世紀初的今天，这个觀念對英國社會的影響仍然存在。社會階級的劃分方法既多样又富有争议性，但是衡量標準总是离不开财富、职业和教育。時至今日，英國國會仍以階級劃分上下兩院：上院所代表的是世襲的上流社會，而下院所代表的則是廣大民眾。立於社會最顶层的是英國君主。
英國社會在第二次世界大戰之後發生了明顯的變化，這些變化包括：受過高等教育的人、擁有房產的人增加，經濟形式（Economic form）向服務主導型（Services-dominated）轉變，大量移民入境，女性角色改變，文化變得更富個人主義色彩，這些變化對社會景觀產生了巨大的影響。然而，提出「英國社會變成了一個沒有階級的社會」的人，往往會遭到其他人的質疑。研究顯示社会阶级和社会地位在英国是两样相互影响又各有不同的事物。
时至今日，英國进行过的最大型階級研究是英國階級大型調查（Great British Class Survey）。

## 歷史
經歷了法國大革命、第一次世界大戰後，歐洲大部分貴族都喪失了土地，只有英國貴族逃過一劫，能繼續擁有大片土地。英國貴族作為一個現存的、獨特的階層，在工業革命後逐漸與工商業新貴融合為一體，其過程比歐洲大陸的類似融合和平。長期的經濟增長、擴張中的大英帝國也給出身卑微的人提供了升遷的機會。
歷史學家大衛·康納汀爵士認為，英國的傳統顯赫家族在1880年在各方面達到了巔峰，第二次世界大戰結束後，這些家族都面臨了困境，走入了低谷，甚至出現了乡间别墅拆卸风潮。到了20世紀80年代，仍然擁有一定面積土地、一定數量藝術藏品的家族的財富，又再次增多了，但他們的政治影響力並沒有回到當初的水準。
與此同時，英國復雜的中產階級經歷了一段時期的增長與繁榮，在國家層面上得到了政治權利，其取得的權利，比歐洲的中產階級多。英國中產階級與國內其他階級的分化，不如歐洲嚴重。金融中心倫敦市對外人的開放程度非比尋常，到了現在，還在不斷發展，不斷創造就業職位。
英國的工人階級，與歐洲其他國家的工人階級相比，並不富裕。生活在幾百年前的英國人，如果到荷蘭旅遊，可以發現，荷蘭農民與手工業者的生活水平要比國內同行高。英國工人的處境，特別是英格蘭工人的處境，在這幾百年裡得到了顯著改善。不過，工業革命期間，英國工人的工作環境與居住環境，變得十分惡劣，其生活水平，直到19世紀中期才得以改善。

## 正式劃分方法

### 十八世紀以前
英格蘭與蘇格蘭在1707年合並為大不列顛王國時，就已經有相近的社會結構。下列表格的涵蓋范圍很廣。
| 階級               | 特徵 |
| ------------------ | --- |
| 農奴與勞工         | 農奴處於社會的最底層，比佃農還低一級。社會階級比農奴還低的人，應該是流浪者、罪犯之類的人。 |
| 佃農與工匠         | 租用居所或擁有极小土地的人，叫佃農。在封建時代，佃農要向地主上交不少農作物，作為地租。 |
| 自耕農             | 自耕農擁有一定面積的土地，能保護自己免受地主侵犯。在作战时，他們通常担任長弓手。在近代早期，一些商人的阶级高於自耕農但低於紳士。 |
| 紳士               | 紳士擁有一定資產，無須勞作，靠地租生活，受過良好教育。他們在法律界、宗教界、政治界等腦力勞動領域工作。“Esquire”這個字指沒有获封为爵士的地主。大部分紳士都是有紋章的人（Armigerous），擁有繼承自上一代人的人財產與廣大的庄園。                                            |
| 騎士               | 不同時期的人，對騎士有不同的定義。騎士在中世紀早期是普通士兵。隨著騎兵的崛起，「騎士」這個詞與財富的聯繫變得更大。到了十七世紀，騎士指紳士階層中地位較高的人，在作战時擔任郡督或大型軍隊的組織者，在和平时行使司法權，審理案件。騎士的幼子會進入法律界、宗教界與政治界。 |
| 從男爵             | 从男爵拥有世袭的爵士头衔。 |
| 貴族（贵族或主教） | 貴族是完全依靠地租生活的大地主，在上院拥有席位。他们在特定时期于朝廷扮演重要角色。 |
| 皇室成員           | 皇室成員，君主的近親。 |

### 二十世紀
國家讀者調查機構（National Readership Survey）在20世纪50、60年代發明了這个劃分方法。这个划分方法后来受到公私机构的广泛运用。
| 級別 | 職業                                                   |
| ---- | ------------------------------------------------------ |
| A    | 高級管理、行政或專業人員                               |
| B    | 中級管理、行政或專業人員                               |
| C1   | 監管人員、文職人員或低級管理、行政或專業人員           |
| C2   | 熟練工人                                               |
| D    | 半熟練或不熟練工人                                     |
| E    | 散工、最低級工人、領取退休金者與其他依靠政府援助生活者 |

### 二十一世紀
英國國家統計署在2001年採用了新的社经劃分方法，以在新的雇傭模式下，提供更全面、更詳細的數據。
| 組別 | 描述                   | NRS劃分方法的類似級別 |
| ---- | ---------------------- | --------------------- |
| 1    | 高級專業與管理人員     | A                     |
| 2    | 低級專業與管理人員     | B                     |
| 3    | 从事中层工作的人員     | C1與C2                |
| 4    | 小僱主與非專業自雇者   | C1與C2                |
| 5    | 低級監管人員與技術人員 | C1與C2                |
| 6    | 從事半重復性工作的人员 | D                     |
| 7    | 從事重復性工作的人员   | D                     |
| 8    | 長期失業人员           | E                     |

## 非正式分類和對不同階級的刻板印象

### 底層
低层指“长期”甚至世代失业者。
底层的特征是长期甚至是世代失业，并且居住在地方政府房屋（Council house）之中。
媒体通常将底层的青少年和Chav文化联系起来。媒体也认为底层要为2011年英格兰骚乱爆发负责。

### 工人階級

#### 不熟练或半熟练工人
这些人传统上是工厂工人、体力劳动者。他們通常在接受完强迫教育后就立即离校，不接受高等教育。很多此阶层的成员在西密德兰、北英格兰（Northern England）、南威尔士（South Wales）和蘇格蘭低地主要的汽車廠、炼钢厂、煤矿、铸造厂和纺织厂的组装线或车间从事不熟练或半熟练的工作。  
但是，20世纪70年代中期、80年代初期开始的去工业化（Deindustrialization）进程令这一阶层大受打击。很多此阶层的成员生活质量、生活水平大为下降。很多人成为了在职贫穷人士，部分人甚至要依赖福利渡日。一些人辞去了合法的工作，以犯罪为生。也有一些人设法攀入了下层中产阶级，但是为数有限。
此阶层成员的马赛克分类是加冕街居民或铁锈带居民。虚构角色安迪·卡普（Andy Capp）和阿尔伯特·斯特普托（Albert Steptoe）都体现了社会对这一阶层的刻板印象。他们是工会和工党的中流砥柱。不过，也有部分工人（如虚构人物阿尔夫·加尼特）支持保守党，他们集中在东南英格兰的梅德韋和埃塞克斯郡接近伦敦东部的城郊。
有人认为，制造业衰落、服务业扩大后，低薪白领实际上已经变成了工人阶级的成员。很多呼叫中心迅速出现的地方以前就是工业区。

#### 熟练工人

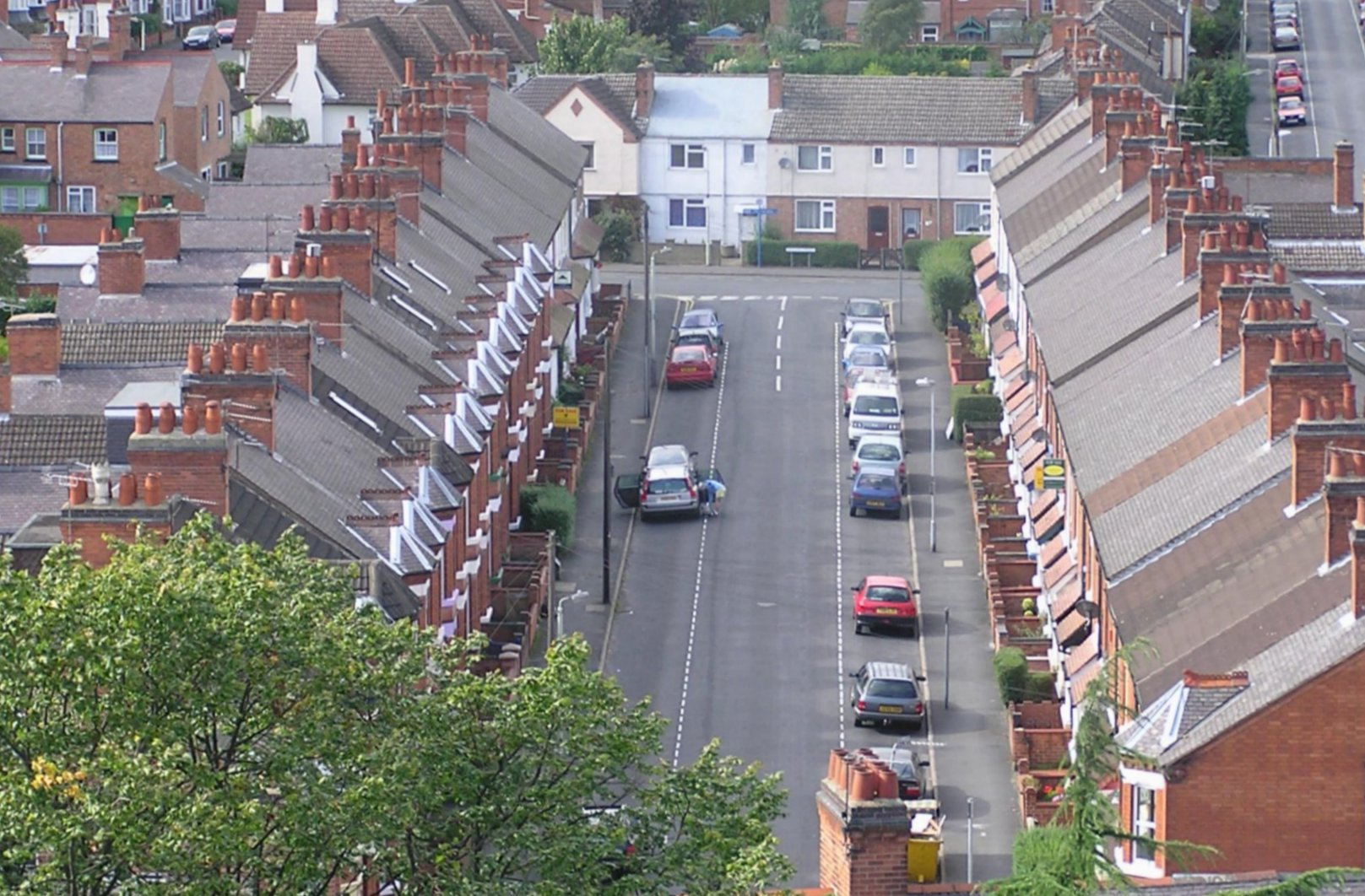
为工人阶级而建的拉夫堡排屋。

这些人传统上在建筑业和制造业从事熟练蓝领工作，不过近年越来越多人自行创业维修水管、制锁、修锁（White van man，自雇承包商）。这些人操地方口音，接受师徒训练而不是正式的大学教育。此阶层成员的马赛克分类包括White Van Culture和富裕蓝领。
熟练工人也是工会和工党的中流砥柱。不过，东南英格兰和西密德兰等地区的熟练工人和不熟练工人相比，支持保守党的比例更高。

### 中產階級

#### 下层中产阶级
英国下层中产阶级由白领组成，他们的居所往往位于地价较低的城郊。他们从事的工作 - 如推销员、售票员、列车长、空中乘务员和旅行社职员相对没有技术性。在20世纪60年代之前，高等教育并不普及，所以这一阶层的成员当时一般没有接受过大学教育。
下层中产阶级成员一般操地方口音，不过口音可能相对较轻。此阶层的马赛克分类包括不断增加的城郊居民和亚裔企业家。这一阶级的政治分歧较大，小政党在他们当中得票比例较高。海叶森思·布凯（Hyacinth Bucket）是讽刺这一阶层的虚构人物。

#### 中层中產階級
中层中产阶级通常都接受过高等教育。他们有些用官方的公认发音，有些操地方的河口英语。这一阶层的成员部分就读国立学校，部分就读私立学校。
这一阶层的典型职业包括會計師、建築師、教師、社工、經理、IT專業人士、工程师和公務員。他们鄙视炫耀性消费，重视投资（如房地产）。
中层中产阶级在政治社会上的联系都非常紧密。他们定期上教堂，参与地方委员会和行政委员会，参加职位选举。中产阶级非常重视教育，所以他们尽一切所能让子女得到大学教育。如果如果资金不足，不能入读私立学校，他们也会特意搬到特定校区，增加子女入读较佳国立学校的机会。
他们重视文化，是重要的读者群体和剧院观众。他们通常看大报而不是小报。此阶层的马赛克分类包括地方精英。马戈·利德贝特（Margo Leadbetter）、霍华德·韦布里奇（Howard Weybridge）都是讽刺这一阶层的刻板角色。

#### 上層中產階級

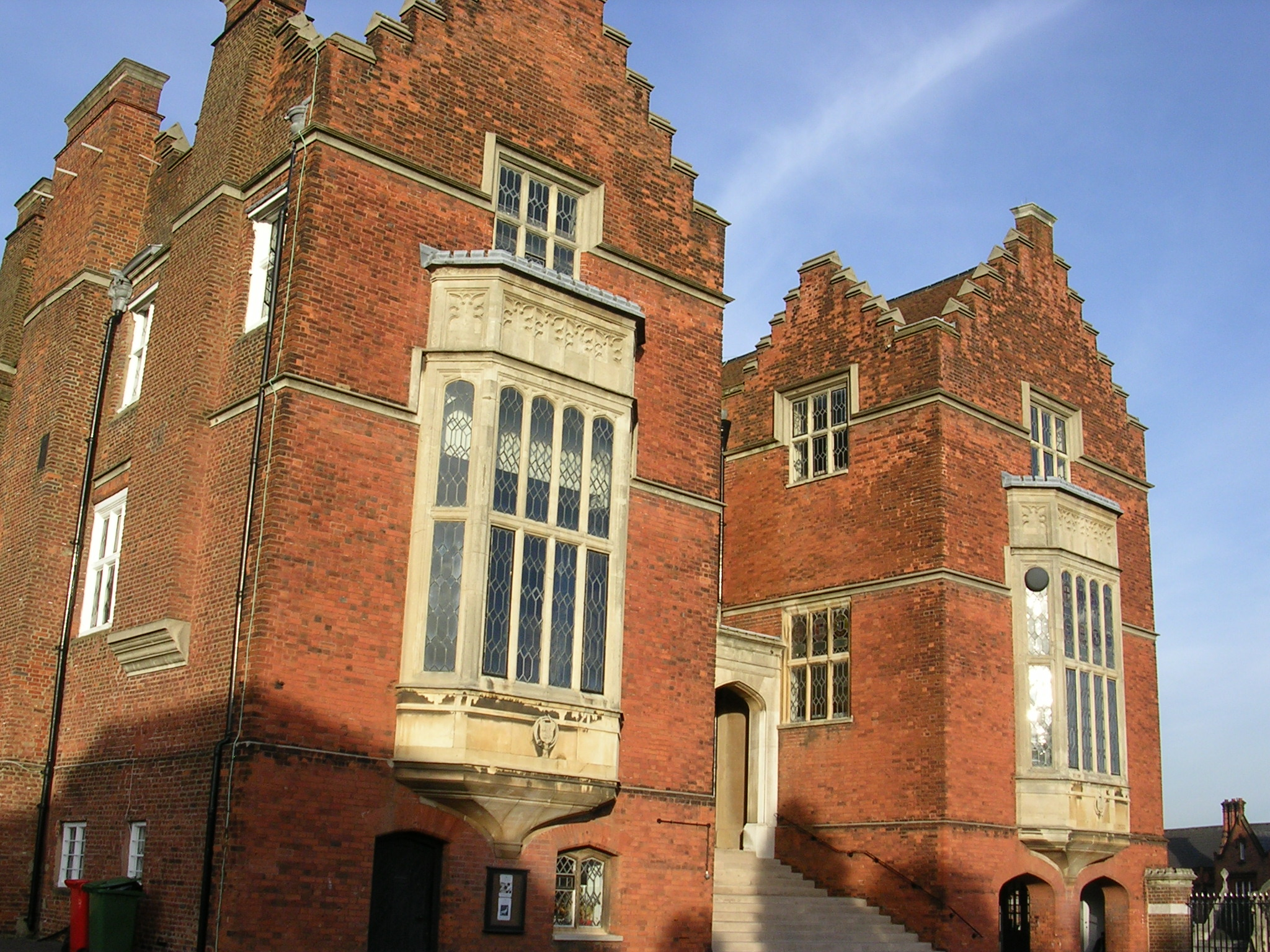
哈羅公學。公学是维系上层中产阶级的关键之一。

英國上層中產階級由生于高收入（不过这一阶层的最重要衡量标准是出身而非职业或收入）家庭的人组成。英格蘭的此階級成员，自幼就使用公認發音。
传统上上層中產階級都在称为「公學」的獨立學校接受教育。这些名校通常拥有数百年历史，每年最低的学费也在33,000英镑左右。
很多上层中产阶级的成员都和上层有血统上的联系，只是出于种种原因，如缺乏男性继承人，他们没有继承祖先的产业和头衔。
尽管划分并不明确，但鮑里斯·約翰遜、戴維·卡梅倫、海倫娜·博納姆·卡特和马修·平森特（Matthew Pinsent）等名人都普遍被视为上层中产阶级的成员。

### 顶层

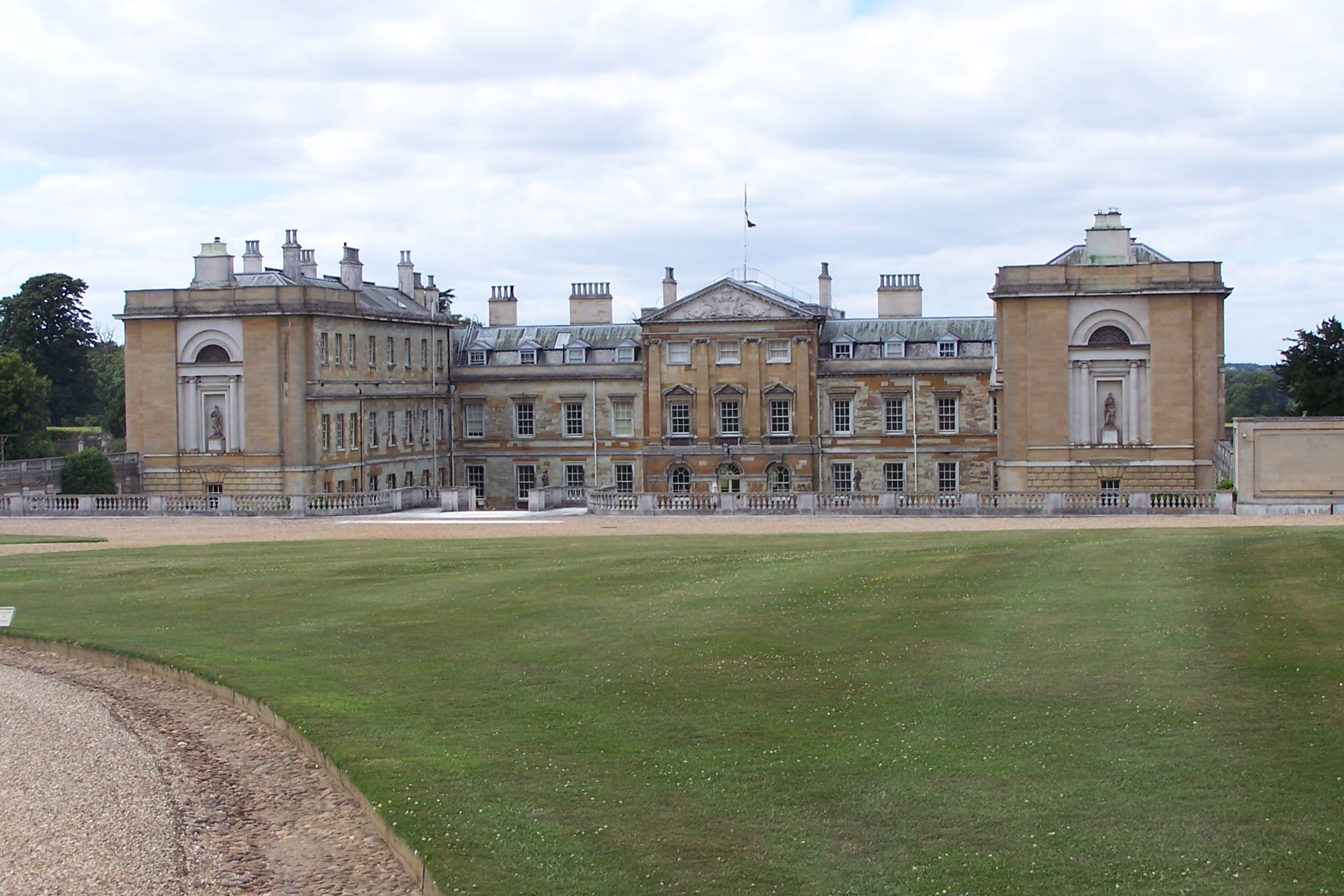
贝福德公爵家族府邸沃本修道院

英國「顶层」规模很小，成员由贵族、士绅和世襲地主組成。此阶层的大多数成员的祖先都是商人，在14至19世纪获封为贵族。持有世袭贵族（终身贵族不在此列）头衔的人，如 - 公爵、侯爵、伯爵、子爵、男爵是典型的顶层成员。
傳統上，顶层成员在出生后会由褓姆照顾几年，然后接受家庭教师教育。19世纪末以后，顶层成员开始模仿中产阶级安排子女就读专为中产阶级而设的公学。今天的顶层家庭会安排子女入读预备学校（Preparatory school）。进入中学阶段后，顶层家庭会和以往那样将子女送到公学，不过也有一小部分家庭安排子女就读公立学校。往后的教育会依照家庭的背景决定。从军（加入英国陆军、皇家海军）是过往可以选择的途径之一。和从军一样，进入宗教界和学术界同样是可选途径。

## 口音与阶级

### 公認發音
公认发音（又称为RP英文或BBC英文）是定义“标准”英文的一种发音。是位于英格兰最富裕的东南部地区的中上阶层说这种发音，而具有地位。其他地区的人如果也发这种语音，则显示着其具有一定的教育背景（如读过公学、上过朗读课）。
以前，“女王英文”是“公认发音”的同义词。而现在认为，女王和其他贵族阶级年长成员所说的语音是“传统公认发音”，比“普通”公认发音更老式，阶级也更高。
“BBC英文”也一度是公认发音的同义词。以往演员、播音员都理所当然地使用公认发音，不会说就得先学。但现在BBC和其他媒体已经放宽了限制，允许雇员使用地方口音。

### 上层及中层英文
| 上层英文        | 中层英文         | 中文 |
| --------------- | ---------------- | ---- |
| Vegetables      | Greens           | 蔬菜 |
| Scent           | Perfume          | 香水 |
| Graveyard       | Cemetery         | 墓地 |
| Spectacles      | Glasses          | 眼鏡 |
| False Teeth     | Dentures         | 假牙 |
| Napkin          | Serviette        | 餐巾 |
| Sofa            | Settee 或 Couch  | 沙發 |
| Lavatory 或 Loo | Toilet           | 廁所 |
| Lunch           | Dinner（指午餐） | 午餐 |
| Pudding         | Sweet            | 甜點 |

在发音成为划分阶级的标准之前，语言及书写风格就已经是地位的象征。语言学教授艾伦·S·C·罗斯（Alan S. C. Ross）对上层及非上层所用英文间差异的研究最深，他在1954年发表了文章探讨上层及非上层英文（U and non-U English，U代表上层及上层中产阶级，non-U代表下层中产阶级）。包括南希·米特福德（Nancy Mitford）在内各个学者在《地位高则责任重》（Noblesse Oblige）一书继续了探讨。到了70年代，德布雷特（Debrett）的一篇文章使话题又因为重新得到重视。罗斯也参与了文章的撰写工作，指出语言的变化在二十多年里面变化很小，令人惊奇。

### 微妙的地方
英国划分一个人所属阶级的标准多样且微妙，不只用财产衡量人。比如，很多人认为自称“上等”甚至使用“阶级”一词的人实际上属于下等阶级。其他衡量标准包括：吃饭时拿刀叉的姿势、发“h”、“scone”音的方式、礼仪、说话时的语法。

### 英格蘭地方口音
英格兰地区的上层阶级口音及有声望的口音都是标准发音的一种形式，然而有些地区的有声望的口音与标准发音或是当地的工人阶级口音都不同。
英格兰很多地区有口音差别，多数由工人阶级和中产阶级下层使用：
- 约克郡口音是约克郡地区的口音，南北地区的口音有微小差异。
- 曼彻斯特口音是曼彻斯特及其周边地区的口音。
- 利物浦口音是物浦的口音，在默西塞德郡的工人阶级中尤为流行。
- 伯明翰口音是伯明翰及其周边地区的口音。
- 泰恩赛德口音是东北英格兰口音，在泰恩赛德工人阶级中尤为流行。
- 桑德兰口音是桑德兰及其周边地区的口音。
- 伦敦腔是东伦敦的传统口音，这一口音内也有不同的差异。
- 伦敦口音的定义较为模糊，由工人阶级和中产阶级下层使用。
- 河口英语是东南英格兰工人阶级和中产阶级下层使用的口音，是更接近标准发音的伦敦口音，有取代标准发音的趋势。
- 假伦敦腔指工人阶级为获得“街头公信力”而故意模仿中产阶级伦敦腔的词汇。但是，语言学家认为年轻人的语言融入河口英语的特点是自然的语言发展过程。
- 混杂多种语言的伦敦腔，俗称牙买加（Jafaican）口音，是20世纪出现的一种口音，由伦敦地区年轻的工人阶级成员使用。据说它包括很多其他语言 - 如加勒比海语言（牙买加和特立尼达和多巴哥）、 南亚语言（印度次大陆）和西非语言的元素，不过仍然有伦敦腔的成份。[22][23][23]“Jafaican”暗示这是“假的”牙买加（Jamaican）英语，研究人员认为，年轻人用这一口音并不是为了“装酷”，而是因为他们经常与英语非母语的移民交往。[24]

## 有关书籍
- Jilly Cooper, Class, A view from Middle England, Eyre Methuen, 1979, ISBN 0-552-11525-8.
- Kate Fox, Watching the English, Nicholas Brealey Publishing, 2004, ISBN 1-85788-508-2.

## 外部連結
- David Cannadine, The Rise and Fall of Class in Britain （页面存档备份，存于）
- J.P.SOMMERVILLE
- Experian Marketing Services